# Ук (приток Тобола)
Ук — река в России, правый приток Тобола, протекает по Заводоуковскому району Тюменской области. Впадает в реку Тобол за 457 км от его устья. Длина реки составляет 55 км, площадь водосбора 997 км². В бассейне 24 водотока и 30 озёр. Средний расход воды у Заводоуковска — 1,8 м³/с.

## Притоки
- 19 км: Бегила
- 42 км: Ольховка

## Гидрология
Питание Ука в основном снеговое. Половодье продолжительностью 15-50 дней приходится на конец марта — начало апреля. На апрель приходится 58 % годового стока. Подо льдом река находится от 120 до 175 дней, со второй половины октября — ноября до апреля.

## Населённые пункты
В нижнем течении реки расположен город Заводоуковск, от которой он и получил название (завод на Уке).

## Данные водного реестра
По данным государственного водного реестра России относится к Иртышскому бассейновому округу, водохозяйственный участок реки — Тобол от города Курган до впадения реки Исеть, речной подбассейн реки — Тобол. Речной бассейн реки — Иртыш.
Код объекта в государственном водном реестре — 14010500412111200002654.